# Rupture de pente
Pour les articles homonymes, voir Rupture.

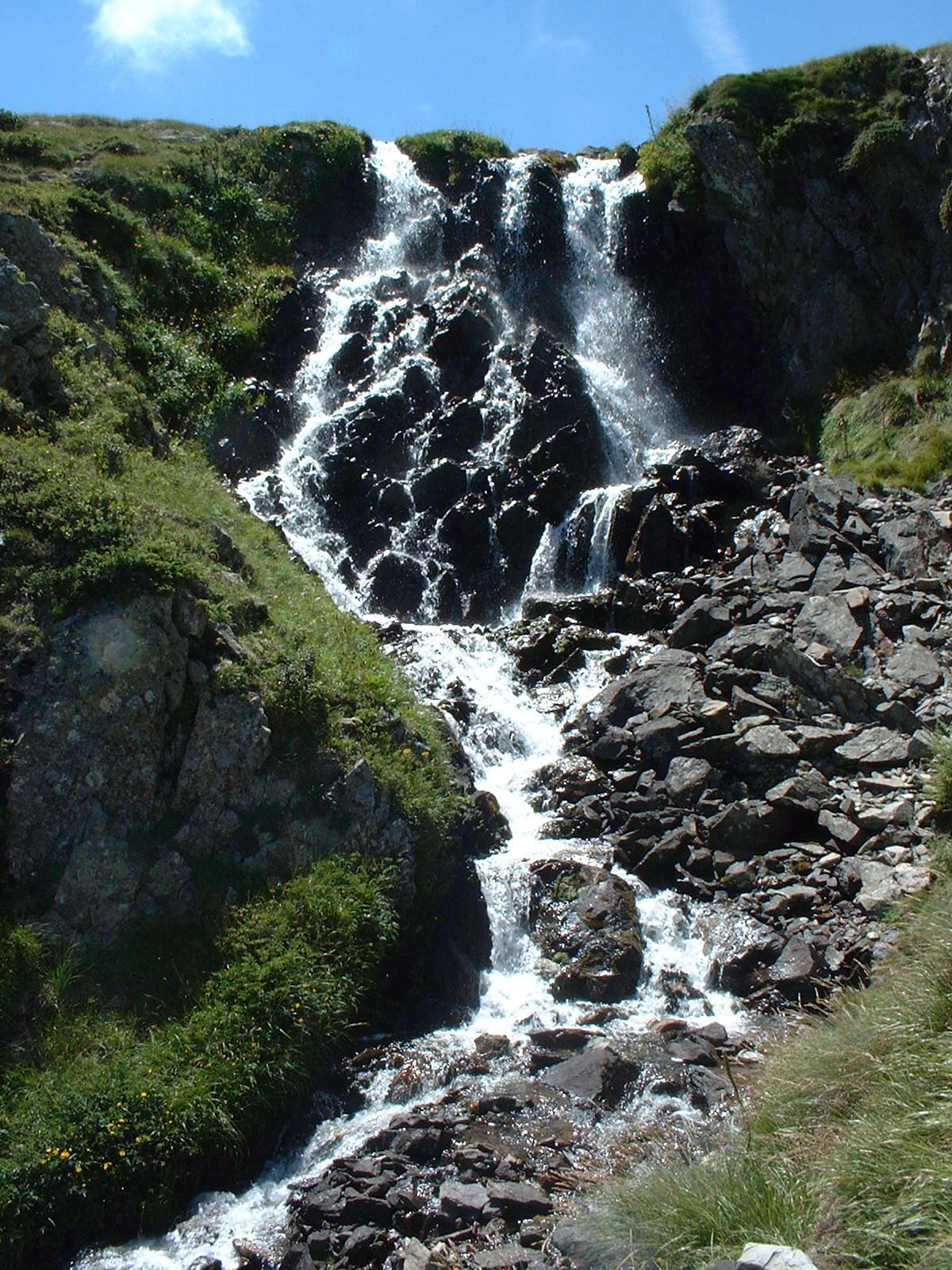
Rupture de pente convexe (au sommet du terrain visible) provoquant une cascade sur un torrent pyrénéen. Au pied de la cascade (au milieu de la photo) la rupture de pente est concave.

Une rupture de pente est la variation brutale, c'est-à-dire forte et rapide, de la valeur d'une pente en un lieu, sans changement de sens. Dans le sens de la descente, si c'est une forte augmentation, la rupture est dite convexe (cas le plus remarqué) ; si c'est une forte diminution, la rupture est dite concave.
Le terme s'utilise par exemple en description d'un versant montagneux, pour la localisation d'un rapide ou d'une cascade sur un profil en long de torrent mais aussi pour un toit à double pente.
Une montagne terrassée constitue une succession de ruptures de pentes. Les crevasses latérales glaciaires signalent des lignes de rupture de pente, en augmentation. Sous l'océan, la rupture de pente du talus continental limite le plateau continental, une seconde rupture initie plus loin la plaine abyssale. En limite de la plage, une rupture de pente marque le début d'une dune ou d'une falaise.
En terrain naturel, les lignes de rupture de pente sont causées par :
- la nature très différente des roches sous-jacentes, soit entre deux strates, soit de part et d'autre d'une faille ;
- des érosions différentes dues à un cours d'eau (exemple : certaines berges) ou à un glacier (exemple : certaines moraines).

La détermination internationale de la base du talus continental passe par la détermination de la ligne joignant les ruptures de pente concaves les plus marquées à cet endroit.
Un skieur, un cycliste, un motard peut exploiter une rupture de pente convexe de son parcours en décollant pour effectuer une figure acrobatique aérienne.
Certains logiciels topographiques 3D permettent d'extraire les lignes de rupture de pente, c'est-à-dire les successions de segments de droite qui marquent les changements brusques de la pente du terrain.

Toit à double pente, avec une ligne de rupture de pente convexe ou « ligne de bris », par côté
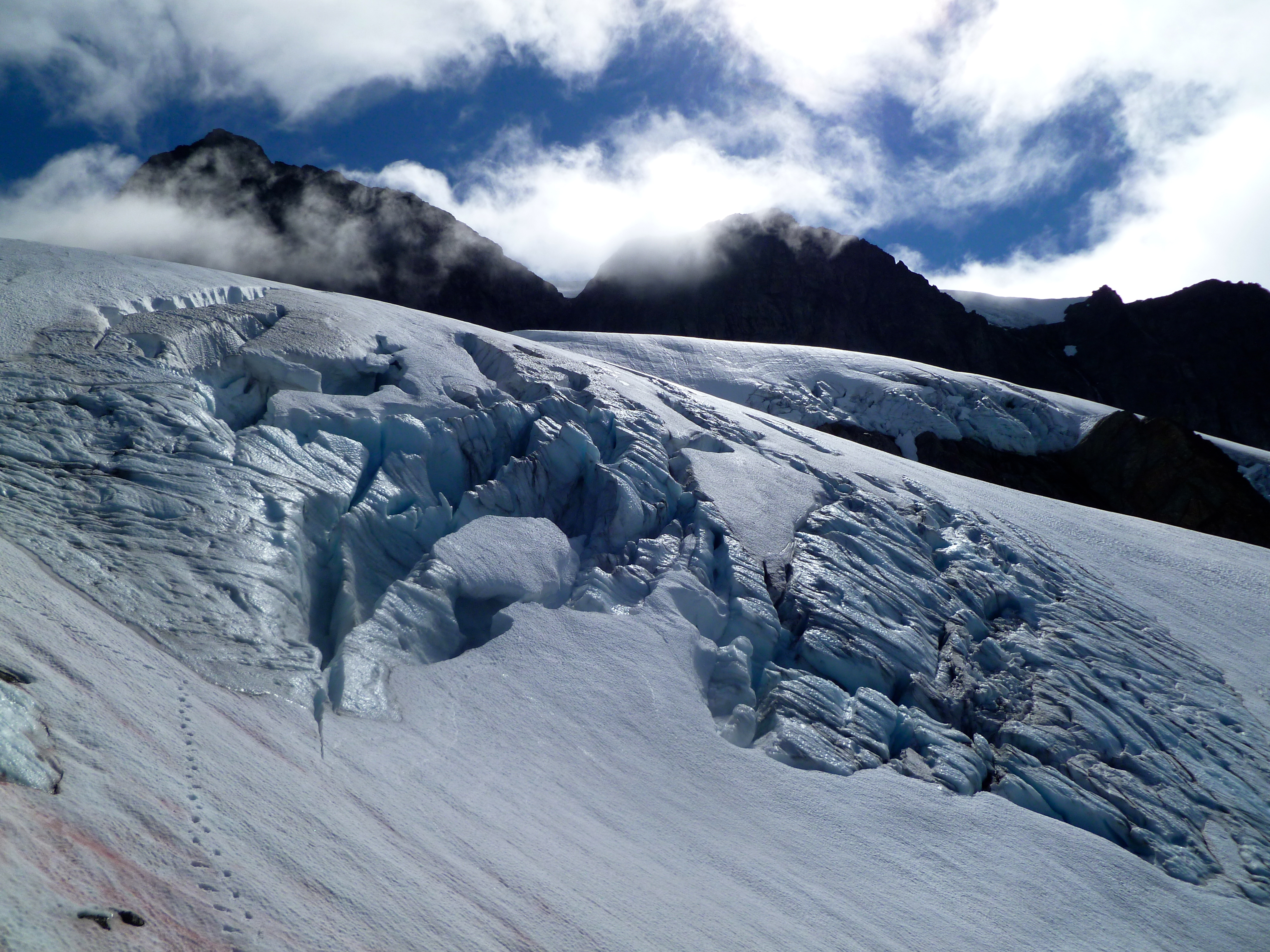
Crevasses glaciaires causées par une rupture de pente convexe
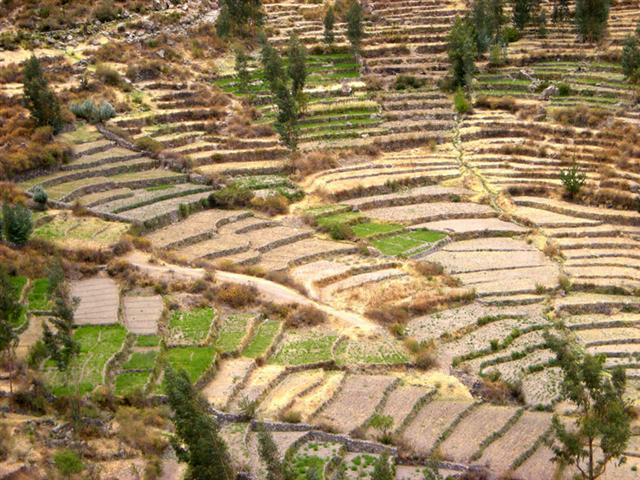
Succession de ruptures de pente dans un versant andin terrassé
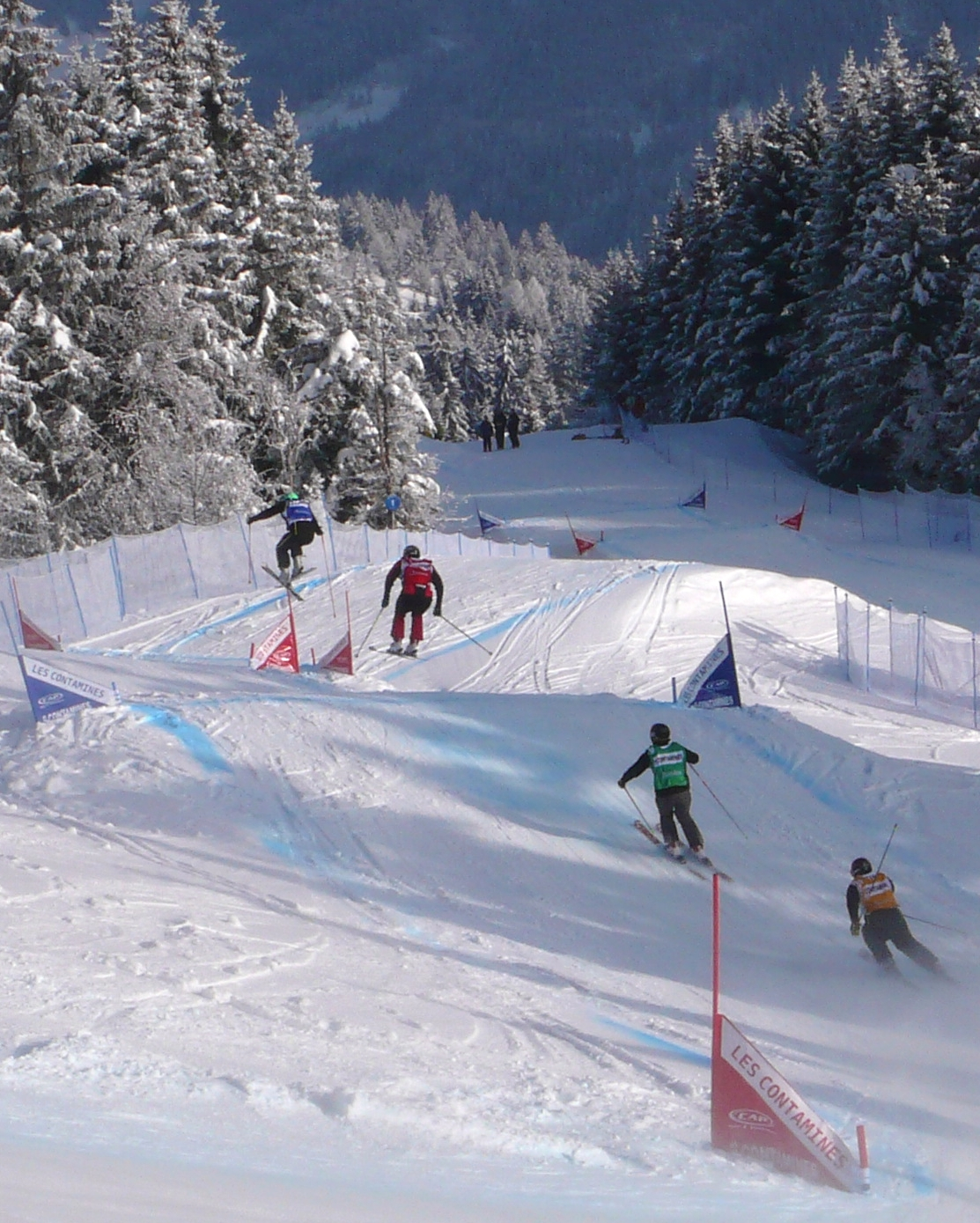
Sauts de skieurs après une rupture de pente convexe